# 班尼狄·阿諾
班奈狄克·阿諾德（英語：Benedict Arnold；1741年1月14日—1801年6月14日），是美國獨立戰爭時期的重要軍官。阿諾德起初為革命派作戰，並且屢立戰功，後來卻變節投靠英國。這使他在美國仍是極具爭議的人物。

## 生平
阿諾德生於1741年康涅狄格殖民地諾威奇。由於家道中落，阿諾德年紀尚輕便要出外謀生。1757年法國印第安人戰爭爆發，阿諾德曾短暫加入英國民兵一方，後來在西印度群島及魁北克省一帶從事海路貿易，因而致富。
1760年代，北美殖民地因英國通過《食糖法令》及《印花稅法令》，而陷入貿易困難，阿諾德亦不能倖免。故此當列星頓和康科德戰役爆發後，阿諾德便志願加入革命民兵，並率先在攻佔提康德羅加堡建功。後來阿諾德又帶兵遠征魁北克，雖然在魁北克戰役失敗，卻仍能守住提康德羅加堡，掩護了大陸軍的側翼。1777年薩拉托加戰役爆發，阿諾德更指揮了兩次薩拉托加之戰，最終迫使約翰·伯戈因投降。
不過到1778年，阿諾德卻開始對革命失望。當時大陸會議為免大陸軍總司令華盛頓權力過大，經常任命有名無實的望族出任將軍，出身寒微的阿諾德便屢屢不得志。早在攻佔提康德羅加堡後，阿諾德雖以個人財產補貼民兵戰爭開支，又在前線親自作戰，卻不獲任命為遠征加拿大的指揮官。薩拉托加戰役前夕，阿諾德幾乎被議會略過晉升少將，是華盛頓堅持下才得以晉升，但仍然要服從於較早晉升的少將名下。薩拉托加戰役中阿諾德再次立下顯赫戰功，华盛顿得知阿诺德的左腿再次受伤并成了残疾，1778年5月，华盛顿任命阿诺德为费城军区司令，但阿諾德仍遭到費城的政治名流排斥，而其個人生活風格也開始引起更多人不滿，特別是阿諾德在费城迎娶了一位保皇黨商人的女兒。這使大陸議會先以管理費城不當為由而予以審判，然後賓夕法尼亞州議會主席又要求召開軍事法庭，審信阿諾德有否行為失當，更迫使華盛頓不情願地公開向阿諾德發表斥責信。結果阿諾德被大陸議會審判後不久，便開始向英軍接觸，為北美英軍總司令亨利·克林頓提供大陸軍情報。
1780年阿諾德被軍法審判後，一度辭去所有大陸軍軍職，但後來再獲華盛頓任命為西點要塞的指揮官。阿諾德故意削弱該處防禦，並協議將整座哈德遜河重鎮出售給亨利·克林頓。就在計劃即將成功之際，阿諾德與克林頓之間的信差约翰·安得雷少校被大陸軍截獲，並輾轉送到華盛頓手上，其變節因此曝光。阿諾德僥倖避過捕兵，後來加入英軍，並獲任命為准將。稍後阿諾德曾參與兩場美国独立战争戰事，於戰後在新不倫瑞克及倫敦從商，最後於1801年逝世。
由於阿諾德中途變節，使他在美國及英國都名譽不佳，而且仍然備受爭議。美國紀念獨立戰爭的紀念碑經常刻意隱去其名不提，例如薩拉托加國家歷史公園的長靴紀念碑。